# Rick restaure tout !
Rick restaure tout ! est une émission de télévision de factual entertainment américaine, diffusée sur History du 25 octobre 2010 au 1er avril 2016.
En France le programme est d'abord diffusé sur Planète+ A&E sous le titre de Rick restaure tout ! et depuis le 6 septembre 2015 sur CStar. Cette émission est dérivée de Pawn Stars - Les rois des enchères, (diffusé en France sur C8 et CStar) où un autre Rick achète et vend des objets en tous genres dans la boutique familiale de prêt sur gage à Las Vegas. Il y a aussi de temps en temps des cross-over avec l'émission American Pickers, chasseurs de trésors où Mike et Franck chinent à travers les États-Unis. Exceptionnellement, il y a également des épisodes cross-over (des rencontres) avec les protagonistes des trois émissions.    

## Émissions
| Saison            | Saison            | Épisodes | Début            | Fin               |
| ----------------- | ----------------- | -------- | ---------------- | ----------------- |
|                   | 1                 | 4        | 25 octobre 2010  | 23 septembre 2011 |
|                   | 2                 | 30       | 15 avril 2011    | 18 novembre 2011  |
|                   | 3                 | 47       | 11 janvier 2012  | 9 janvier 2013    |
|                   | 4                 | 17       | 9 avril 2013     | 18 juin 2013      |
| Épisodes spéciaux | Épisodes spéciaux | 1        | 19 décembre 2013 | 19 décembre 2013  |
|                   | 5                 | 13       | 7 janvier 2014   | 4 mars 2014       |
|                   | 6                 | 13       | 5 juin 2014      | 3 septembre 2014  |
|                   | 7                 | 13       | 1er janvier 2016 | 1er avril 2016    |

## Liste des épisodes français non classés[1]

### Saison 1 (2010-2011)[2]
Titre et classement Français suivent la diffusion Planète+ A&E : Sources des titres originaux : IMDb
1. La Rolls des greens (Hopalong Rick)
2. Un client pas ordinaire (Lights Out)
3. La tête dans les étoiles (Space Kowboy)
4. Le pionnier des frigos (Ice Cold)
5. Opération pop-corn (Buttered Up)
6. Jackpot (Jackpot)
7. La couleur de l'argent (Titre original inconnus)
8. Avis aux collectionneurs (Titre original inconnus)

### Saison 2[3]
Titre et classement Français suivent la diffusion Planète+ A&E : Sources des titres originaux : IMDb
1. La trouvaille du siècle (Pumped Up)
2. Un défi de taille (Knockout)
3. Des pieds et des pommes (Apple's and X-Rays)
4. Titre français inconnu (Titre original inconnus)
5. Un aspirateur monumental (Suck Up)
6. Le chant de la sirène (Duck and Cover)
7. Question de poigne (Grippin Mad)
8. Chaud et froid (Hot & Cold)
9. La fête des pères (Secret Fan)
10. Restauration extrême (The Pick, The Pawn and the Polish)
11. Titre français inconnu (Titre original inconnus)
12. Un jeu d'enfant (Titre original inconnus)
13. La livraison (Special Delivery)
14. Une tirelire dans le moteur (Rusted and Busted)
15. Restauration XXL (Wheel and Deal)
16. Leçon de choses (Missile Impossible)
17. Des débuts presque prometteurs (American Hero)
18. L'inventaire (Cooler Kings)
19. La folie du base-ball (Batter Up)
20. Une aiguille dans une botte de foin (Suds and Duds)
21. Drôles de véhicules (Cold War Cruising)
22. Retour en enfance (Titre original inconnus)
23. Opération barbecue (Bikes and Barbecues)
24. Titre français inconnu (Titre original inconnus)
25. Pas de fumée sans feu (Smoking Hot)
26. La cagnotte (Milking It)
27. La méthode Brettly (Keep On Trucking)

 Sources et classement des titres originaux : IMDb
1. Avis aux collectionneurs (Cooler Kings)
2. Un défi de taille (Knockout)
3. Le chant de la sirène (Duck and Cover)
4. La trouvaille du siècle (Pumped Up)
5. La tête dans les étoiles (Space Kowboy)
6. Jackpot (Jackpot)
7. La couleur de l'argent (Safe Keeping)
8. Un aspirateur monumental (Suck Up)
9. Plein gaz (Rev'd Up)
10. Des pieds et des pommes (Apples and X-Rays)
11. Chaud et froid (Hot & Cold)
12. La fête des pères (Secret Fan)
13. Question de poigne (Grippin' Mad)
14. Restauration extrême (The Pick, the Pawn & the Polish)
15. Titre français inconnu (Anchors Away)
16. La livraison (Special Delivery)
17. Une tirelire dans le moteur (Rusted and Busted)
18. La Folie du base-ball (Batter Up)
19. Une aiguille dans une botte de foin (Suds and Duds)
20. Des débuts presque prometteurs (American Hero)
21. L'inventaire (Close Shave)
22. Leçon de choses (Missile Impossible)
23. Restauration XXL (Wheel and Deal)
24. Drôles de véhicules (Cold War Cruisin')
25. Retour en enfance (Tractors and Trains)
26. Drôle de Surf (Surfing the Strip)
27. Pas de fumée sans feu (Smoking Hot)
28. La cagnotte (Milking It)
29. La méthode Brettly (Keep on Trucking)
30. Opération Barbecue (Bikes and Barbecues)

### Saison 3
1. Deux pompes, sinon rien (Pain in the Gas)
2. Sur la route 66 (Ridin' Route 66)
3. Opération Tandem (Double Trouble)
4. Un voleur à l'atelier (Slick Pick)
5. Tel père, tel fils (Buck Wild)
6. Le déménagement (The Big Move)
7. Après-midi paint ball (Bumper Balls)
8. Le coup de la panne (Cold Cuts)
9. Big Bang (The Big Bang)
10. La nouvelle recrue (Top Dog)
11. Une pompe pas comme les autres (Pump and Gun)
12. Une commande de taille (Tall Order)
13. Tyler prend du galon (Tyler's Promotion)
14. Trois projets, sinon rien (Blast Off!)
15. La love machine (King of Signs)
16. Chaud et salé (Hot and Salty)
17. Des chaussures ou un sort (Treats and Feet)
18. Le Duel (Restoration Rivalry)
19. Le coffre fort boulet de canon (Cannonball Safe)
20. Du rififi dans le moteur (Motor Mayhem)
21. Les doigts dans le chewing-gum (Sticky Fingers)
22. Duel en moto tout-terrain (Dirt Bike Duel)
23. Mise en train (Train Trouble)
24. En plein soleil (Feel the Heat)
25. Enterrement de vie de garçon (Down and Dirty)
26. En selle (Saddle Up!)
27. Le grand boom aka Le grand essor (Big Boom)
28. Gros bras (Strong Arm)
29. Balivernes telephoniques (Phony Baloney)
30. Du rhum, et plus vite que ça ! (Right Here, Rum Now)
31. Jets de soda (Soda Jerks)
32. La guerre des vannes (Prank War)
33. Pimp Chum's Ride (Pimp Chum's Ride)
34. Cloué sur place (Hammered)
35. Moto en kit (Busted Beemer)
36. Pour des cacahouètes (Nut Job)
37. Des avions et des flammes (Planes and Flames)
38. Danny à la rescousse (Call the Count)
39. Le distributeur de Rick Harrison (Harrison's Vendolator)
40. L'effet d'une bombe (Bombshell)
41. Avec effraction (Break In)"
42. Le traîneau de Noël (One Horse Open Sleigh)
43. A court d'idées (Clueless)
44. L'employé du mois (Employee of the Month)
45. Souvenirs volés (Stolen Memories)
46. Service d'escorte (Escorter Service)
47. Chasse à l'ours (Bear Down)

### Saison 4
1. L'aspirateur casse-tête (Vacuum Daze)
2. Photo finish (Photo Finish)
3. Chevaux à pédale et chevaux-moteur (Harleys And Horsies)
4. Signaux en kit (Mixed Signals)
5. Restauration atomique (Atomic Restoration)
6. Les doigts de pied en éventail (Sand Hassle)
7. Quilles et nuisibles(Pests And Pins)
8. La bimbo et la bête (Bimbos And The Beasts)
9. Balle de golf et tronçonneuse (Golf Ball And Chain)
10. Iron Men (poumon d'acier) (American Respiration)
11. La moto de Billy Joël (Billy Joel: A Matter of Rust)
12. Ecran imprévisible (Un-Predicta-ble)
13. Le roi du sofa (Sofa King Cool)
14. En pièces détachées (Gone To Pieces)
15. La bonne étoile (Star Wreck)
16. Le plein, et sans faux-col ! (Thin Tin Tin)
17. Le hot-dog des Dodgers (Dodger Doggin' It)

### Épisodes spéciaux
- Titre français inconnu (A Very Vegas Christmas)

### Saison 5 (2014)
1. Le scooter du grand-père (Armed and Rusty)
2. Le poteau du Pégase (Pegasus on a Pedestal)
3. Sur un siège éjectable (The Reject and the Eject)
4. Un pari à 3000 dollars (Restoration Wipe-Out)
5. Le jet-pack de l'espace (Astro-nuts and Bolts)
6. Ameri-cone Dream (Ameri-cone Dream)
7. Un lancer parfait (Pitch Perfect)
8. La roue tourne (Search Part-y)
9. Le réveil à électrochocs (Shocks, Locks, and Clocks)
10. Un amour de plumard (Bed, Bug & Beyond)
11. Mini-corvette (Car Before the Horse)
12. Le retour du train-fantôme (Riders of the Storm)
13. La cloche de la soif (Beer Bell-y)

### Saison 6 (2014)
1. George Clinton : funk yeah ! (George Clinton: Funky Yeah!)
2. Pédaler sur les voies (Off the Rails)
3. Dans les traces du père (Back to Four Square)
4. Hamburger et vieille musique (Big Macs and Cool Tracks)
5. Rick aux doigts d'or (Bond Ambition)
6. Le vélo de Noël (Un-Kniev-able)
7. Rick se met en quatre pour David Copperfield (David Copperfield: Rick Works His Magic)
8. Balance et Mini-Moto (Sparks Will Fly)
9. Les poings sur les «i» (Knockdown Restoration)
10. Le vélo de son enfance (Boys Meet Whirl)
11. L'histoire de la nascar en un trophée (NASCAR History 300: Dales of Thunder)
12. La radio de chambre (Tune-in & Tune-up)
13. L'art du roulage (Slap-Shots and Stogies)

### Saison 7 (2016)
1. Une affaire qui roule
2. Balance et min-moto
3. L'histoire de la Nascar en un trophée
4. L'art du roulage
5. Dans le mur
6. Un bolide à trois roues
7. Tout feu tout flamme
8. Deux pour le prix d'une
9. Retour de flamme
10. Rick se met en quatre pour David Copperfield
11. George Clinton : Funk Yaeh !
12. Le mors au dents
13. Dans les traces du père
14. Mr Lucky
15. Pédaler sur les voies
16. La "Judge"
17. Hamburger et vieille musique
18. Les poings sur les "i"

## Personnages
- Rick Dale - « Le propriétaire » : L'artiste de métaux, expert en restauration d'antiquités et propriétaire de Rick's Restorations. Rick Harrison de Pawn Stars, l'un des principaux clients de Dale, a fait l'éloge du travail de Dale en l'appelant « un faiseur de miracle certifié ».
- Kelly Dale (née Mayer) - « L'épouse de Rick » : Belle-mère de Tyler et mère de Brettly. Elle gère l'aspect commercial de l'atelier comme la paie, les budgets de maintien, la commande de pièces et les relations avec la clientèle.
- Tyler Dale - « Le fils de Rick » : Fils adolescent de Rick. Il est parfois paresseux, inquiète Rick, qui souhaite que Tyler puisse reprendre l'atelier un jour. Rick affirme dans la première saison que, bien que Tyler se soit un peu amélioré, il a encore beaucoup à apprendre. Les cheveux sur le côté gauche de sa tête sont teints en blond, tandis que le côté droit est de sa couleur naturelle : le brun. Dans l'épisode "Promotion de Tyler", il a été promu chef d'atelier, ce qui a été accueilli par des réactions mitigées de la part des autres membres de l'équipe.
- Ron Dale - « Le jeune frère de Rick » : Il travaille principalement comme un sélecteur. Il est le plus difficile des employés à gérer pour Rick. Ron, qui affirme que sa vie est détendue et facile, prend son temps dans son travail. Lorsqu'il part récupérer un article loin de l'atelier comme dans l'épisode Ice Cold, Tyler et lui déjeunent, même si Tyler informe que le personnel en général ne doit pas le faire. Ron dit que c'est l'un des « avantages » d'être avec lui. Tyler remarque que ça explique pourquoi Ron prend trois heures pour aller à la quincaillerie. Rick craint que Tyler, qui ressemble à Ron, et sort avec lui pour le boulot, prenne ses mauvaises habitudes. Ron est déjà apparu dans l'épisode de Pawn Stars Time Machines, dans lequel il vend une vieille machine Coca-Cola à Rick Harrison, qui l'envoie ensuite à Rick Dale pour restauration. On ne révèle jamais pendant cet épisode  que Ron et Rick Dale sont frères.
- Kowboy - « Le polisseur de métal » : Rick décrit Kowboy comme « le bâtard le plus grognon que j'aie jamais rencontré », en disant, « Il aurait une mauvaise chose à dire sur un bonus ». Il avait l'habitude de faire tout le polissage et le travail du bois dans l'atelier, mais ses fonctions se sont élargies au fil des ans.
- Kyle Astorga - « L'un des travailleurs les plus habiles et fidèles à l'atelier » : Il est chargé de projets de démontage/remontage et l'application de finitions. C'est un bon ami de Kowboy, qu'il pousse à travailler tous les jours.
- Brettly Otterman - « Le beau-fils[4] de Rick et le beau frère de Tyler  » : C'est l'élément comique de par sa maladresse du type idiot du village. Rick décrit Brettly comme « l'exécuteur des basses œuvres », qui se voit déléguer les tâches les plus fastidieuses, telles que le sablage de la vieille rouille et de la peinture sur des éléments, ou encore le nettoyage de ruches. En raison de son inaptitude perçue, Ron l'utilise sur de l'aérogommage qui ne présente aucun danger d'abîmer des éléments restaurés.
- Ted - « Peintre et artiste de lettrage » : Il a 25 ans d'expérience, peintre à la main et typographe.
- Chris - « Le maître du bricolage » : Il peut tout faire dans la boutique. Il se trouve souvent en conflit avec Kowboy.
- Niko - L'un des nouveaux du magasin. Il est actuellement l'un des peintres de l'atelier.

## Dérivées
- Pawn Stars Les rois des enchères : une émission de téléréalité documentaire américaine d'objets historique, diffusée sur History Channel depuis le 19 juillet 2009.
- Cajun Pawn Stars : une téléréalité avec Jimmie Deramus et sa famille sur l'exploitation d'un pawn shop The Silver Dollar Pawn & Jewelry Center à Alexandria, en Louisiane. Le format est similaire à Pawn Stars.
- Counting Cars (en Français Chasseur de bolide) : une téléréalité avec Danny "Le comte" Koker, propriétaire de Count’s Kustoms, dans laquelle Danny Koker et son personnel restaurent et modifient les voitures classiques. C'est un format similaire à American Restoration.
- Pawn Stars UK : une version locale de Pawn Stars située au Royaume-Uni.
- Pawn Stars SA : une version locale de Pawn Stars située en Afrique du Sud.
- Pawn Stars Australia : une version locale de Pawn Stars située en Australie.